# Aldeia de Nogueira
A Aldeia de Nogueira é uma pequena aldeia pertencente à freguesia de Nogueira do Cravo, concelho de Oliveira do Hospital.
Possui uma Capela em honra à sua Padroeira, Santa Luzia, um pequeno cruzeiro, uma fonte, lavadouros públicos localmente denominados por “tanques” e uma associação local fundada oficialmente a 14 de Julho de 1996 denominada por Liga de Melhoramentos Desporto e Cultura de Aldeia de Nogueira.
A padroeira desta localidade é a Santa Luzia, mas a sua festa religiosa quando se realiza é no segundo Domingo do mês de Julho.